# متحف الحياة الشعبية
متحف الحياة الشعبية / الجامعة الأردنية جاءت فكرة إنشاء متحف الحياة الشعبية في الجامعة الأردنية عام 1977م وذلك لكي تكون محتويات هذا المتحف مجالا تطبيقيا لبعض المعارف النظرية التي تدرس في قسم علم الاجتماع عن الحياة الاجتماعية في المجتمع الأردني، وبخاصة تلك المعارف التي تتضمنها مادة الانثروبولوجيا.
وفي البداية قام الطلبة بإشراف مدرس مادة الانثروبولوجيا بجمع عناصر كثيرة من التراث الشعبي من بيوتهم على أساس التبرع، وقد نجحت الفكرة بالفعل حيث أقيم معرض للتراث الشعبي الأردني عام 1981م،
وبعد هذا التاريخ أولى رئيس الجامعة هذا المتحف عناية كبيرة، وشكل لجنة لمتابعة تطويره إلى أن أصبح على ما هو عليه الآن.

## محتويات المتحف
ويضم المتحف عناصر كثيرة من التراث الشعبي، وهي الأدوات التي صنعها الإنسان الأردني واشتقها من البيئة الطبيعية المحيطة ومن الحيوان لتلبية متطلباته واحتياجاته المتعددة، وكان الإنسان الأردني يدخل على هذا العنصر بعض التجديدات والتحسينات لتتلاءم مع احتياجاته المتجددة.
•وقد صنفت محتويات المتحف حسب المادة التي صنعت منها الأداة وبحسب غرض الاستعمال، فأصبح المتحف يضم أدوات الزراعة واللباس والزينة والأثاث المنزلي وأدوات الشرب والطعام والقهوة وبيت الشعر والأدوات الخاصة بالحيوان ونحوها.

## والهدف من تأسيس هذا المتحف
هو حفظ التراث الشعبي الأردني من الضياع والاندثار ليكون علامة بارزة على إنجازات المجتمع الأردني وإبداعاته، وأسلوب تفاعله مع البيئة الطبيعية المحيطة، وكيفية التعامل معها وتسخير مواردها لإشباع احتياجاته المتعددة.
•ويهدف المتحف كذلك إلى توفير العناصر والوسائل التي تلقي بعض الأضواء على طبيعة الحياة الاجتماعية التي كانت سائدة في المجتمع الأردني في فترة من تاريخه، والوقوف على القيم والعادات الاجتماعية التي كانت سائدة، وذلك لان هذه العناصر الثقافية المادية تعكس أساليب التنظيم الاجتماعي في نواح متعددة من الحياة الاجتماعية، وبخاصة أدوات الطعام والشراب وأدوات اللباس والزراعة.